# محمد خصیب
محمد خصیب (عربی: محمد خصيب سليم الحوسني‎؛ زادهٔ ۲۴ مارس ۱۹۹۴) بازیکن فوتبال اهل عمان است.
وی همچنین در تیم ملی فوتبال عمان بازی کرده‌است.